# Mariana da Fonseca
Mariana Cecília de Sousa Meirelles da Fonseca (Río de Janeiro, 10 de febrero de 1826 - Río de Janeiro, 9 de abril de 1905) fue la esposa de Deodoro da Fonseca, primer presidente de Brasil y, por lo tanto, primera dama de la historia del país, habiendo ocupado ese cargo desde 1889 hasta 1891, con la renuncia de su esposo.

## Familia
Mariana, hija única del Capitán Feliciano de Sousa Meireles y su esposa Henriqueta Júlia Carneiro Leão, la familia se mudó a Cuiabá, en la entonces provincia de Mato Grosso. Mariana era una mujer mal vista por la sociedad, ya que hasta 1860, a los 34 años, estuvo soltera.

## Matrimonio
Alrededor de 1860, conoció a su futuro esposo, entonces capitán del ejército brasileño Manuel Deodoro da Fonseca. Muy enamorados, se casaron unas semanas después, el 16 de abril de ese año; ella tenía treinta y cuatro años y él treinta y tres. Sin embargo, no tuvieron hijos. Los apodos de la pareja eran Maneco y Marianinha. Vivieron dos años más en Cuiabá, donde Fonseca se desempeñó como edecán del presidente provincial Antônio Pedro de Alencastro. Cuatro años después del matrimonio, Mariana tuvo que mudarse a la casa de su suegra, Rosa Paulina da Fonseca, debido al viaje de su esposo junto con seis hermanos para luchar en la Guerra del Paraguay, allá por 1864. En la familia Fonseca, además de su suegra, estaban sus cuñadas, sobrinos y cuñadas, que convivieron durante seis años, durante los cuales duró la guerra. Estuvo con doña Rosa, ya que tres de sus hijos murieron en la lucha por la patria, hecho que lo enorgulleció. La pareja vivía con frustración por parte de Mariana, ya que su esposo vivía gastando su dinero en joyas, mujeres, perfumes y ropa, y Mariana se mantenía con una pequeña fortuna que le había heredado su padre. En vísperas de la proclamación de la República, Mariana y Deodoro discutieron sobre el hecho de que la insistencia del mariscal en hacer frente a la caída de la familia imperial brasileña, provocó que la mujer que se convertiría en la primera dama del país buscara al médico de su marido, Carlos Gross, para liberarlo y producir tal hazaña, sin éxito.

## Muerte
Mariana murió a los 72 años, en Río de Janeiro, el 9 de abril de 1905, doce años después de su viudez. Su cuerpo fue enterrado en el Mausoleo Monumental del presidente Deodoro, junto a su esposo, en un funeral al que asistió el presidente Juscelino Kubitschek.